# Association Sportive Montferrandaise
Die Association Sportive Montferrandaise (ASM) ist ein Sportverein aus der französischen Stadt Clermont-Ferrand. Sie ist vor allem für die Rugby-Union-Abteilung bekannt, die unter der Bezeichnung ASM Clermont Auvergne in der höchsten französischen Liga Top 14 spielt. Die Basketball-Abteilung wurde dreimal bei Meister bei den Frauen.
Gegründet wurde die ASM im Jahr 1911 von Marcel Michelin, dem Sohn des Michelin-Konzerngründers André Michelin. Die Abkürzung stand zu Beginn für Association Sportive Michelin; die ASM war also zu Beginn ein Firmensportverein, der Freizeitaktivitäten für die Angestellten von Michelin organisierte. Die Vereinsfarben Blau und Gelb entsprechen jenen des Michelin-Konzerns. Der Sportverband Union des sociétés françaises de sports athlétiques verbot dem Verein, sich weiterhin nach einem Unternehmen zu nennen und verfügte eine organisatorische Trennung. Der Verein änderte seinen Namen geringfügig; der dritte Buchstabe des Vereinskürzels ASM steht heute für den Stadtteil Montferrand.
Der Verein besteht heute aus den folgenden Abteilungen:
- Basketball
- Boxen
- Fußball
- Gewichtheben
- Judo
- Leichtathletik
- Ringen
- Rugby Union – siehe ASM Clermont Auvergne
- Tennis
- Turnen